# Hithadhoo (Laamu-atol)
Hithadhoo is een van de bewoonde eilanden van het Laamu-atol behorende tot de Maldiven.

## Demografie
Hithadhoo telt (stand maart 2007) 485 vrouwen en 507 mannen.